# 台灣電影
臺灣電影是指臺灣生產、製造的電影，始於日治時代，並與各時代的社會發展息息相關。當代的台灣社會具多元文化底蘊、自由且富有創作力，因此能給予電影工作者良好的伸展舞台，並在華語電影版圖上有一定的影響力。
台灣將自產電影稱為「國片」，即國產片之意，但此用法僅用來指1945年中華民國時代後、或1949年兩岸分治後的台灣電影。

## 台灣電影史
1898年，日本佛教真宗少年教會在台北北門外舉辦「少年教育映畫幻燈會」，是首次有電影在台灣播放。1901年（明治三十四年）高松豐次郎攜帶一萬尺底片來台，第一部在台灣拍攝的電影是1907年2月高松豐次郎等一行人拍摄的《臺灣實況紹介》。高松豐次郎定居台灣后，開始在台灣七大都會建戲院放映電影。1925年，台灣映畫研究會制作的《誰之過》为第一部台灣人製作的劇情片。1938年，第一映畫製作所出品的《望春風》，口碑賣座俱佳，堪称日治时期最具代表性的台灣電影。
臺灣進入中華民國時代後，初期的大部分電影都是由政府主導的宣傳片，例如公賣局拍摄的《良心與罪惡》、農教公司推出的《美麗寶島》等。1949年，張徹主導的《阿里山風雲》是战后第一部由中國人拍攝的電影，其插曲「高山青」廣為人知。1954年農教公司與台影合併成立中影，以反共與農村經濟成功為主題拍摄了《梅崗春回》等十餘部电影或短片。从1955年熱賣的臺語片《薛平貴與王寶釧》一直到1981年最後一齣臺語片《陳三五娘》為止，台湾歷經了二十多年的台語電影時代。根據統計，臺語片的總產量將近兩千部，產量最多時一年高達120齣作品問世。
1960年代，中央電影公司聘請李行拍攝的《蚵女》與《養鴨人家》兩片，白景瑞的《家在台北》，均頗叫好叫座。60年代末期，香港知名導演李翰祥來台發展，並香港電影技術帶進台灣。期间有黃梅調電影、鄉土寫實片《冬暖》、歷史宮闈片《西施》及文藝片，其中以瓊瑤原著改编的佔了8部。1967年，香港导演胡金銓為聯邦電影公司編導武俠片《龍門客棧》締造了絕佳的票房紀錄，從此武俠、功夫、武打電影成為台灣電影的主流，直到80年代才沒落。1970年代中期，因中華民國退出聯合國等種種不利因素，拍摄了一些列愛國政宣片，以穩定民心。
1982年，中央電影公司拍成了四段式集錦電影《光陰的故事》，被認為是台灣新浪潮電影的首部作品。而另一部具有「現代主義」的原著改編的電影《兒子的大玩偶》，突破保守勢力的抵制，促成了台灣電影的新風貌。1980年代中葉起台湾電影开始涉及禁忌題材，回顧與探討台灣近現代社會、歷史與個人記憶，其中侯孝賢的《悲情城市》最令人震撼。1980年代起，中華民國政府成立電影發展基金會、電影圖書館，設置了金穗獎，主管電影業務的新聞局透過電影輔導金來支持藝術電影的製作。80年代晚期，台湾電影產業开始没落，1989年開放外國電影进口，台湾製片量一路下滑。1996年起，國片每年產量仅15至20部，票房市占率僅为1～2％。2000年後，台灣的國產電影偶有佳作，面对好萊塢電影，國片整體上處於弱勢。
2007年起的全球金融危機，美商影視企業受到影響给台灣電影提供了機遇。2007年周杰倫自編自導自演的電影《不能說的秘密》大获成功。2008年，魏德聖執導的電影《海角七號》成為1945年以來最賣座的國片。2006年台灣電影上映19部，總票房4,339萬元，市占率1.62%；2007年為22部，總票房1億9,878萬元，市占率7.38%；2008年為29部，總票房3億542萬元，市占率12.09%
。
2011年《那些年，我們一起追的女孩》在兩岸四地、馬星取得不錯的成績，是台灣電影成功的海外輸出例子。2013年《看見台灣》是台灣史上票房最高的紀錄片。2015年《我的少女時代》在全球25億票房，另外《紅衣小女孩》開始興起恐怖片類型國片票房風潮。

## 台灣電影文化

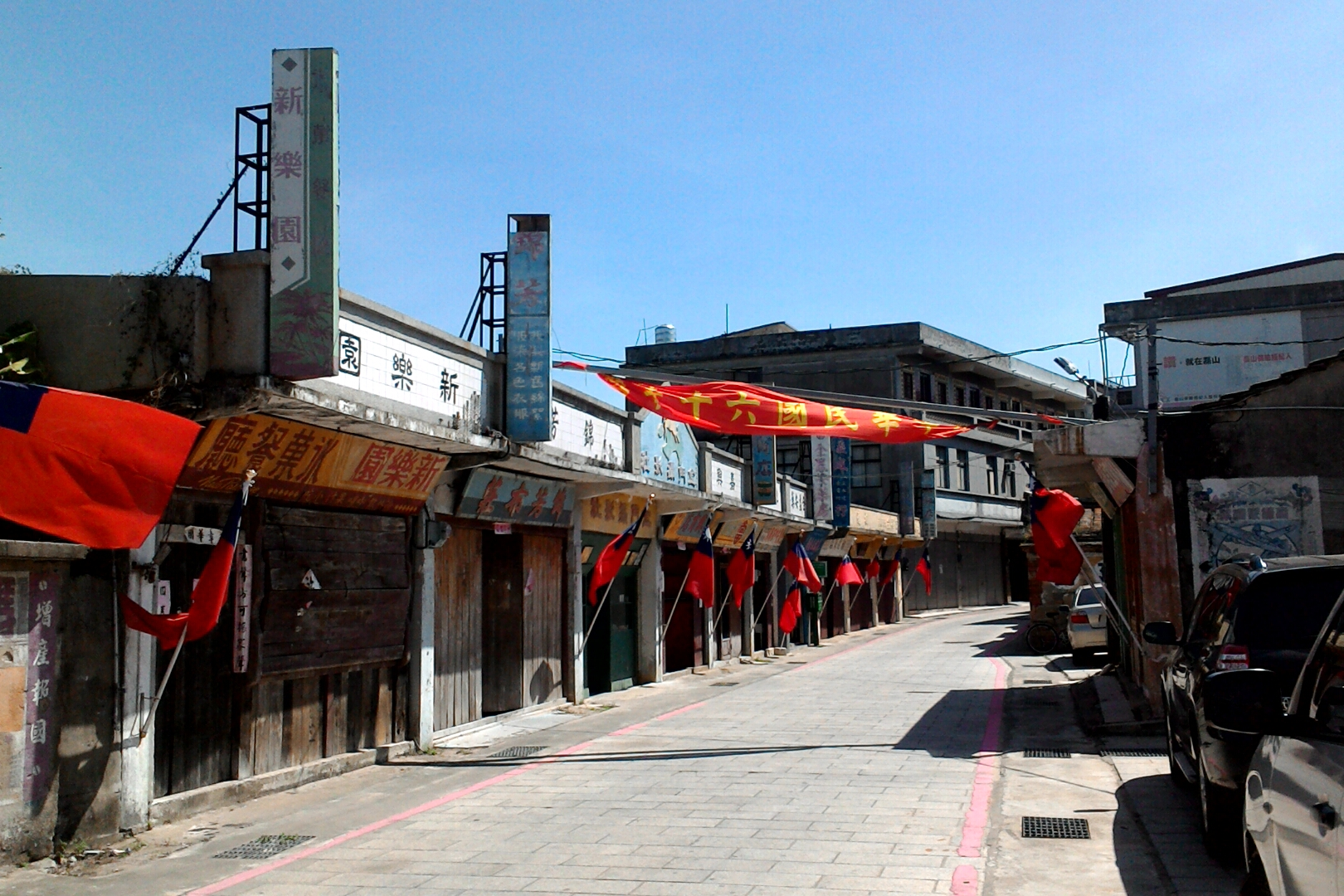
位於金門縣金沙鎮陽翟聚落的軍中樂園電影場景。

台湾电影的特色，在于强调导演风格、愛選用非明星演員、注重台湾历史、喜愛實況拍攝，以緊貼社會真實風貌、故事內容多圍繞台灣本土民生、拍攝手法力求唯美，并崇尚以电影做为宣传工作，很有藝術風格。这种特色让侯孝贤、杨德昌、蔡明亮等导演，于国际影坛备受好评。
但另一方面，因为此类型艺术电影娱乐性较差，于台湾并不叫座，1990年代以來，台製電影市場景氣一片低迷，許多人都不願意進電影院觀賞國片，電影市場大多由好萊塢等外國片把持，不過近年來，新秀導演以不同方式拍攝出台灣人的故事，讓觀眾在電影院裡感動、開懷大笑，觀眾對國片市場信心提升，使國片市場重新燃起新希望高。2008年是低迷已久的台灣電影出現戲劇性發展的一年，台製電影總觀影人次創下近五年來的新高。《囧男孩》、《海角七號》、《九降風》、《一八九五》均履創口碑和票房佳績，而《海角七號》票房更達5.3億元。

### 台灣導演
現今的台灣電影是以一群默默努力的電影工作者所支撐，也成為台灣電影的驕傲，除了侯孝賢、楊德昌與李安已在國際影壇建立作者導演的地位外，馬來西亞來台的僑生蔡明亮也已成為世界矚目的台灣導演。其他在1990年代出現的導演，如陳國富、徐小明、王小棣、易智言、陳玉勳、林正盛、張作驥，以及獨立製作的黃明川等，也屢有佳作。
而2008年以來的國片復興浪潮中，也有許多新銳導演脫穎而出，其中代表者為執導《海角七號》一炮而紅的魏德聖；但事實上，這些新銳導演並非電影業界的新手，而是在國片低迷的時候琢磨出底子，在適當的機會得以大展身手。
近十年又一波的新銳導演在影壇上發光發熱，在臺北電影節、金穗獎、金馬獎都不乏可以看到他們的身影。這些新銳導演多爲30，40歲，多曾在大學或研究所修習過電影或戲劇專業。也因這一批新銳導演的加入而更加豐富，臺灣電影不僅是題材，類型也有了更多的結合。

### 台灣紀錄片
除了知名導演與所其執導的片子外，今台灣電影尚有紀錄片的蓬勃發展。該發展主要是受惠於1987年的解嚴與小型電子攝錄影機的普及化，另一方面的成功因素，乃是台灣文建會（今文化部）的支持與推廣教育。事實上，其他政府與民間單位也積極資助，並設立各種影展與獎項以鼓勵優良紀錄片等激勵，也是紀錄片蓬勃的主因。
今台灣有一批年輕紀錄片導演。來自台灣社會各階層的他們，其影片題材也五花八門。題材從探索嚴肅社會或政治議題到有的以自己或家人、朋友為拍攝對象皆有。其紀錄片主軸，也從探索社會到探索個人的生活與問題。因為配合得當，整體成績已漸受國際矚目，並有不少的國際重要紀錄片影展獲獎紀錄。另外也有如《無米樂》、《看見台灣》的叫好叫座影片。
黃惠偵導演的首部紀錄長片《日常對話》獲得2017年泰迪熊奖，並成為台灣第一次選派紀錄片代表角逐第90屆奧斯卡金像獎最佳外語片獎。

### 台灣影展
台灣最早創立的金馬國際影展為現今最大的電影節，地方政府也相繼成立台北電影節和高雄電影節等，進行電影文化推廣。隨台灣電影文化發展出亞洲第一個以女权主义电影的台灣國際女性影展、紀錄片為主的台灣國際紀錄片影展、動畫片為主的台灣國際動畫影展、酷兒為主的台灣國際酷兒影展。
2009年4月10日在臺灣電影產業與行政院新聞局共同成立兩岸電影交流委員會，並與中國電影基金會籌辦兩岸電影展，是現今唯一在促進臺灣海峽兩岸交流的影展。

### 電影院
在1991年6月29日廢止《違警罰法》之前，進入電影院觀看電影前，電影院會播放國歌，螢幕也會打出歌詞，觀眾必須起立唱國歌，規定聞唱國歌不起立致敬者處二十銀圓（新臺幣60元）以下罰鍰或申誡。臺灣光復以後，電影院數於1983年達到高峰，736家；截止於2021年，全台電影院114家，945廳。
| 年份 | 電影院數 | 廳數 |
| ---- | -------- | ---- |
| 2000 | 204      | 650  |
| 2001 | 186      | 651  |
| 2002 | 188      | 677  |
| 2003 | 185      | 659  |
| 2004 | 188      | 694  |
| 2005 | 166      | 661  |
| 2006 | 161      | 675  |
| 2007 | 129      | 586  |
| 2008 | 126      | 580  |
| 2009 | 119      | 565  |
| 2010 | 116      | 578  |
| 2011 | 115      | 574  |
| 2012 | 114      | 568  |
| 2013 | 117      | 605  |
| 2014 | 120      | 628  |
| 2015 | 125      | 700  |
| 2016 | 109      | 738  |
| 2017 | 111      | 784  |
| 2018 | 118      | 883  |
| 2019 | 119      | 918  |
| 2020 | 114      | 928  |
| 2021 | 114      | 945  |

#### 票房透明化
文化部於2014年起正視此需求並具體推動，舉辦公聽會廣納各方意見，推動《電影法》修正案。隨著立法院在2015年通過修法提案，規範映演業者應於新法施行後一年內建置電腦票房統計系統，並提供票房統計相關資料予文化部所建置的電腦票房統計系統，並指定國家電影中心負責對外提供文化部所取得之資訊。
2016年12月26日起，國家電影中心官網開放受理業界人士以會員方式每日查詢票房資訊，2017年1月5日起於國家電影中心官網開始針對公眾每月公告上映滿30天以上的電影票房資訊。而蒐集各方回饋意見後，將提出票房公告作業的改進方案，包括以每週公告規畫、研議縮短上映後票房資訊的間隔天數。12月7日起，國家電影中心開始於每周四公告前週一至前週日正式上映已滿7日之單週票房資訊以及上映以來之累計票房資訊。

#### 歷年票房收入
| 年份 | 票房收入（新臺幣） | 觀影人次 | 電影院數 | 廳數 | 參考資料            |
| ---- | ------------------ | -------- | -------- | ---- | ------------------- |
| 2017 | $105億6924萬       | 4542萬   | 111      | 784  | [ 1 ] [ 33 ] [ 34 ] |
| 2018 | $107億8090萬       | 4623萬   | 118      | 883  | [ 1 ] [ 33 ] [ 35 ] |
| 2019 | $101億9111萬       | 4319萬   | 119      | 918  | [ 1 ] [ 33 ] [ 36 ] |
| 2020 | $51億5931萬        | 2182萬   | 114      | 928  | [ 1 ] [ 33 ] [ 37 ] |
| 2021 | $49億6427萬        | 2011萬   | 114      | 945  | [ 1 ] [ 33 ] [ 2 ]  |
| 2022 | $57億5000萬        | 2228萬   | 113      | 947  | [ 38 ] [ 39 ]       |
| 2023 | $76億5800萬        | 2924萬   | 112      | 955  | [ 40 ] [ 41 ]       |

### 獨立製片

#### 背景
雖然台灣電影業早在1950年代就開始發展，但成功案例卻往往侷限在幾種題材與類型，造成國人普遍對國片缺乏興趣，加上長期與外語片不均的票房，才讓台灣電影業惡性循環，發展停滯不前。
而製作上最大的問題就是資金不足，《電影法》第四條明確提到電影事業及電影文化相關之輔導措施，但研究數據仍顯示，每年中央政府年度總預算，文化部通常只分配到0.8%，還時不時因政黨間角力遭受變動。

#### 發展
因為環境的關係，沒有幾間大公司願意投資，台灣獨立製片因此興起。
1989年，黃明川以開創性的獨立製片精深拍攝了《西部來的人》，以少數的人力拍攝電影，並且提出「獨立製片宣言」，內容有創作題材的自主性、人模（非職業演員）的演出、創作者能力的培養與電影美學的開創等等。
1999年，台灣電影陷入低谷，魏德聖、鄭文堂、蕭菊貞等六名年輕導演合辦「純16影展」，標榜年輕創意、獨立精神，獲得觀眾與各界好評，而其中蕭菊貞《紅葉傳奇》也獲得當年金馬獎最佳紀錄片。
之後的也有許多台灣獨立製片表現亮眼，2002年，易智言的《藍色大門》，在台灣的票房超過新台幣500萬元，之後還有像是2015鄭有傑的《太陽的孩子》，幾乎全採用素人演員，獲得台北電影獎獲得觀眾票選獎。
為了吸引觀眾，獨立製片通常會先參加國內外影展，尤其像是歐洲影展，以打響知名度。也會請行銷公司協助，加上特定領域議題的包裝，並舉辦多場講座，或是正式上映前在其他地方先播放，利用網路訊息的傳遞，逐步建立口碑。

### 全球最高電影票房
| 排名 | 片名                         | 票房        | 年份 | 導演   | 來源   |
| ---- | ---------------------------- | ----------- | ---- | ------ | ------ |
| 1    | 《臥虎藏龍》                 | $64億0500萬 | 2000 | 李安   | [ 46 ] |
| 2    | 《比悲傷更悲傷的故事》       | $48億0000萬 | 2018 | 林孝謙 | [ 47 ] |
| 3    | 《我的少女時代》             | $25億0000萬 | 2015 | 陳玉珊 | [ 16 ] |
| 4    | 《色，戒》                   | $20億1200萬 | 2007 | 李安   | [ 46 ] |
| 5    | 《那些年，我們一起追的女孩》 | $12億0000萬 | 2011 | 九把刀 | [ 48 ] |

## 未來展望

### 導演、製片分立制度的確立
隨著《海角七號》、《艋舺》的票房奪冠，以往在台灣並不受重視的製片人制度開始被台灣影壇採用。製片制在台灣電影業的確立，改變以往導演必須自理籌資、設備調控等拍片庶務的窘境，而製片人制度的導入，也促使台灣的電影開始走向商業操作，讓電影作品在好看之外也能賣座。

### 走向國際
進入21世紀，台灣電影人在選角、攝製等方面更多的走向國際，與兩岸三地等地的電影同業共同製作，例如2007年，電影輔導金補助《刺青》的拍攝工作，以刺青為象徵，探討愛情、親情、友情及女同性戀。而《刺青》一片亦加入出生於葡屬澳門但以香港為演藝基地的女演員梁洛施作為其中一位主角。同年的《生日快樂》是香港電影，改編自台灣女演員劉若英的書籍《我想跟你走》的其中一篇短篇小說《Happy Birthday》，劉若英本人並擔任主角。
2008年的《海角七號》一片除了開啟台灣電影新局面外，也延攬日本歌手中孝介以及模特兒田中千繪等日籍人士參與演出，進一步將合作觸角突破華人圈而跟更廣闊的國際電影界接軌。之後，尚有《痞子英雄首部曲：全面開戰》(台灣第一部好萊塢商業片)及《賽德克·巴萊》的產銷也都試圖邁向國際化。

### 帶動觀光業
台灣商業電影的拍攝地點大多選在台灣各地的景點，如《悲情城市》在九份取景、《海角七號》在恆春拍攝、《不能說的秘密》在淡水拍攝、《艋舺》在台北萬華的剝皮寮拍攝等。2008年國片復甦後，這些拍攝點都造就了當地觀光業的發展，因此部分縣市政府提供各項補助及優惠，盼吸引更多業者前來取景拍攝，希望帶來的長期觀光效益。高雄市政府觀光局也推出《痞子英雄》景點導覽，以遊覽該熱門警匪電視劇的拍攝景點作為號召。

## 政府政策
台灣自日治時期後期至解嚴前，電影產業的發展一直受到官營製片廠所主導。當時台灣電影的製作基本上也是以官營製片廠（台灣電影公司、中央電影公司、中國電影製片廠）所拍攝的新聞片與政治宣傳片之製作為主。
1962年，政府為促進本國電影事業的發展，由新聞局舉辦金馬獎，頒發電影獎項鼓勵優良國語影片及優秀電影工作者，也曾改由教育部文化局來主辦，1970年代以來金馬獎一直是華語電影最受矚目的電影盛會，1991年新聞局宣佈決定將金馬獎由官方全部轉交給民間團體中華民國電影事業發展基金會主辦。
1980年代後官方主導逐漸消退，但隨著西方好萊塢影片的開放及風行，台灣的電影產業逐漸萎縮低迷。
1983年《電影法》中規定，中華民國國民在中華民國國內設立公司製作、編、導、主演，以本國語言發音之電影片為國產電影；而中華民國國民在國外製作、主演，並以本國語言發音之電影片為本國電影。
1989年，政府推出「國片輔導金制度」，由政府出資及主導的「電影輔導金」成為一個鼓勵台灣電影產業及發掘台灣電影人才的重要方式，由行政院新聞局主管。然而「國片輔導金制度」是以創作者為導向，不以娛樂大眾市場為導向。在國片低潮期，民間減少拍片，僅能靠輔導金政策拍片。1989年「國片輔導金」制度的政策發展偏向「重美學、輕產業」的情形，使得雖然台灣電影可在國際各大影展獲獎，本土票房卻不高，無法與支出平衡。雖此電影輔導金帶來許多批評，但若以「創作來活絡台灣電影產業的角度」來看，仍多受肯定，事實上，許多人認為輔導金實為台灣文化的輔導架構。電影輔導金平均佔新聞局總預算的8％～12％，而執行率皆在82％～97％之間，輔導金雖然有逐漸增加的趨勢，但與其他國家的政府補助費用相比之下，還是非常不足。
1991年，新聞局提出國片振興方案，並併入當年的六年國家建設計畫。
1993年，政府舉辦「電影年」的活動 ，公開宣示籌劃設立「電影工業園區」。
1998年，好萊塢電影在配額和拷貝限制的全面開放。
2001年，因應加入世界貿易組織WTO，立法院通過「電影法」部分條文修正草案。刪除了「國片映演比率」和「對外片徵收輔導金」的條文，從此對外幾乎沒有任何限制。
2007年後國片認定標準則改由行政院新聞局依照拍攝與製作地點、導演與主要演員，以及資金來源在一部電影中所佔比例來認定。
2010年，電影片配額列入ECFA早期收穫清單，使得台灣電影片進入中國大陸市場得不受外片進口配額限制，台灣電影片因此有更多機會進入中國大陸市場。
2020年，預計完成「台灣電影文化園區」。

## 電影獎項

### 台灣舉辦
- 金馬獎
- 臺北電影獎
- 南方獎
- 金穗獎

### 國外舉辦
- 臺灣電影提名奧斯卡最佳外語片獎競賽列表

### 相關史料以及學術文獻
（按照作者姓氏漢語拼音順序排列，只列出專書，期刊論文及書籍篇章不收入）
- 陳飛寶編，1988，《台灣電影史話》，北京：中國電影出版社。
- 台灣電影導演協會，2000，《台灣電影導演藝術》，台北：亞太圖書出版社。
- 陳儒修，1993，《台灣新電影的歷史文化經驗，羅頗誠譯》，台北：萬象圖書。
- Chen, Ru-shou Robert. 1993. 《Dispersion, Ambivalence and Hybridity: A Cultural-historical Investigation of Film Experience in Taiwan in the 1980s》 Ph.D. diss., University of Southern California.
- 川瀨健一，2002，《台灣電影饗宴：百年導覽》，李常傳譯，臺北：南天書局。
- 電影資料館口述電影小組，1994，《台語片時代（一）》，台北：國家電影資料館。
- 電影資料館本國電影史研究小組編，1996，《歷史的腳蹤：台影五十年》，台北：國家電影資料館。
- 國家電影資料館口述電影史研究計劃，1994，《電影歲月縱橫談》，行政院文化建設委員會委託，台北：國家電影資料館。
- 黃仁，1994，《悲情台語片》，台北：萬象書局。
- 黃仁，1994，《電影與政治宣傳：政策電影研究》，台北：萬象書局。
- 黃仁、王唯編著，2004，《台灣電影百年史話》，台北：中華影評人協會。
- 黃秀如，1991，《台語片的興衰起落》，國立台灣大學政治研究所碩士論文。
- 焦雄屏編著，1990，《台灣新電影》，台北：時報文化。
- 焦雄屏，1991，《台港電影中的作者與類型》，台北：遠流。
- 焦雄屏，1993，《改變歷史的五年：國聯電影研究》，台北：萬象圖書。
- 焦雄屏編著，2002，《臺灣電影90新新浪潮》，台北：麥田出版。
- 李天鐸，1997，《台灣電影、社會與歷史》，台北：亞太書局出版社。
- 李泳泉，1998，《台灣電影閱覽》，台北：玉山社。
- 林贊庭編著，2003，《台灣電影攝影技術發展概述1945-1970》，台北：文建會。
- 劉現成，1994，《一九六○年代國家機器介入台灣電影事業之研究》，輔仁大學大眾傳播學系碩士論文。
- 盧非易，1998，《台灣電影：政治、經濟、美學，1949-1994》，台北：遠流。
- 呂訴上，1961，《臺灣電影戲劇史》，台北：銀華出版部。
- 歐淑敏，2004，《日治時期臺灣電影的政教功能》，國立臺灣師範大學國文學系在職進修碩士班碩士論文。
- Rodriguez, Hector. 1995. 《The Cinema in Taiwan: National Identity and Political Legitimacy》 Ph.D. diss., New York University.
- 三澤真美惠，1999，《殖民地下的「新天堂樂園」：日據時期台灣電影政策之研究（1895-1942）》，臺北：前衛。
- Wu, I-fen. 2002. 《Taiwanese New Wave Cinema: Historical Representation and Cultural Landscape.》 Ph.D. diss., University of Essex.
- 葉龍彥，1995，《光復初期台灣電影史》，台北：國家電影資料館。
- 葉龍彥，1997，《台北西門町電影史1896-1997》，台北：行政院文化建設委員會、財團法人國家電影資料館。
- 葉龍彥，1998，《日治時期臺灣電影史》，臺北：玉山社。
- 葉龍彥，2003，《八十年代台灣電影史》，新竹：新竹市立影像博物館。
- Yeh, Yueh-yu. 1996. 《A National Score: Popular Music and Taiwanese Cinema》 Ph.D. diss., University of Southern California.
- 張世倫，2001，《台灣「新電影」論述形構之歷史分析（1965～2000）》，台北：國立政治大學新聞研究所碩士論文。
- 張昌彥、李道明主編，2000，《紀錄台灣：台灣紀錄片研究書目與文獻選集》，台北：行政院文化建設委員會、財團法人國家電影資料館。
- 中華民國電影年國際推廣組策劃，1993，《台灣電影精選，區桂芝執行編輯》，台北：萬象圖書公司。
- 蘇致亨，2015，《重寫臺語電影史：黑白底片、彩色技術轉型和黨國文化治理 （页面存档备份，存于）》，國立台灣大學社會學研究所碩士論文。
- 李芸萍，1999，《臺灣獨立製片之觀察──以黃明川電影社為個案研究》，中國文化大學新聞研究所碩士論文。
- 蘇致亨，2020，《毋甘願的電影史：曾經，臺灣有個好萊塢》，台北市：春山出版。

## 外部連結
- 台灣電影網
- 台北金馬影展
- 台灣國際紀錄片影展
- 中影股份有限公司
- TDDA-中華民國紀錄片發展協會
- . 文化部影視及流行音樂產業局.   [2021-05-06]. （原始内容存档于2021-07-02）.
- . 文化部影視及流行音樂產業局.   [2021-05-06]. （原始内容存档于2021-04-22）.